# Harumi Sakurai
Harumi Sakurai (櫻井 浩美?, Harumi Sakurai; Tokyo, 21 ottobre 1982) è una doppiatrice giapponese.
Alcuni dei suoi ruoli principali sono Yuri Nakamura in Angel Beats!, Saya Tokido in Little Busters! Ecstasy, Lisana Strauss in Fairy Tail e Sylphie Appleton in Argevollen.

## Filmografia

### Anime
| Anno      | Serie                       | Ruolo                     | Note | Fonte |
| --------- | --------------------------- | ------------------------- | ---- | ----- |
| 2003      | Pluster World               | Deryi                     |      |       |
| 2004      | Kyo Kara Maoh!              | Sangria                   |      |       |
| 2005      | La legge di Ueki            | Kamui 'Shirokage' Rosso   |      |       |
| 2005      | Gunparade March             | Azusa Hikomura            |      |       |
| 2008      | tsuma shibori               | Kototsuki, Madoka         |      |       |
| 2008      | H2O: Footprints in the Sand | Hayumi Kohinata           |      |       |
| 2008      | Koihime musō                | Sonken Chūbō              |      |       |
| 2009      | Pandora Hearts              | Dledlum                   |      |       |
| 2009      | To Heart 2 Adplus           | Silfa                     |      |       |
| 2009–oggi | Fairy Tail                  | Lisana Strauss, Araña Web |      | [ 3 ] |
| 2010      | Angel Beats!                | Yuri Nakamura             |      | [ 4 ] |
| 2011      | Seikon No Qwaser II         | Miyuki Seta               |      | [ 5 ] |
| 2012      | Queen's Blade Rebellion     | Luna Luna                 |      | [ 6 ] |
| 2014      | Ryūgajō Nanana no maizōkin  | Sansa Kurosu              |      | [ 7 ] |
| 2014      | Little Busters EX           | Saya Tokido]              |      | [ 8 ] |
| 2014      | Argevollen                  | Silfie Appleton           |      | [ 1 ] |
| 2019      | master piece                | Nina Tsubakihara          |      |       |
| 2020      |                             |                           |      |       |

### Videogiochi
| Anno | Titolo                                           | Ruolo                                | Note | Fonte        |
| ---- | ------------------------------------------------ | ------------------------------------ | ---- | ------------ |
| 2006 | Yamiyo ni Sasayaku: Detective Kyouichirou Sagara | Nagisa Ishikawa                      |      |              |
| 2006 | Chaos Wars                                       | Shelly, Karen                        |      |              |
| 2006 | Tsuma Shibori                                    | Madoka Kototsuki                     |      |              |
| 2006 | Hisui no shizuku: Hiiro no kakera 2              | Mao Yasaka                           |      |              |
| 2007 | Under the Moon: Tsukiiro Ehon                    | Ashe                                 |      |              |
| 2007 | Record of Agarest War                            | Beatrice                             |      |              |
| 2008 | H2O+                                             | Hayami Kohinata                      |      |              |
| 2008 | Doki Doki Majo Shinpan 2 Duo                     | Kureha Haori                         |      |              |
| 2008 | Kimi no Yusha                                    | Heim                                 |      |              |
| 2008 | The Shield of Aigis                              | Ren Tsubakihara                      |      | [ 9 ] [ 10 ] |
| 2012 | Eiyuu Senki: The World Conquest                  | Magoroku Kanemoto, Ivan the Terrible |      |              |

### Doppiatrice
- Gli orsetti del cuore – Buon amico orso[2]
- X-Men: Evolution – Kitty[2]